# Christine Johansson
Christine Camille Johansson (Kristinehamn, 15 giugno 1962) è un'ex cestista svedese.

## Carriera
Con la Svezia ha disputato tre edizioni dei Campionati europei (1981, 1983, 1987).